# 天野康博
天野 康博（あまの やすひろ、1952年4月13日- ）は、新潟県西蒲原郡吉田町（現新潟県燕市）出身の元競輪選手。新潟県立吉田商業高等学校（現在の新潟県立吉田高等学校）を経て、日本競輪学校第29期生となる。

## 経歴

### 「華の29期生」
同期には阿部良二、加藤善行、久保千代志という、後の特別競輪（現在のGI）優勝経験者が名を連ねる。したがって後に花の29期生と言われるようになるが、後述する、1978年のオールスター競輪優勝については、競輪界の流れを大きく変えたという見方がされている。
デビューは1972年4月16日、ホームバンクの弥彦競輪場で迎え、初勝利も同日。1978年9月26日、西宮競輪場で開催された第21回オールスター競輪決勝戦に、天野は後にも先にも、この1回限りとなる特別競輪の決勝進出を果たし、8番車で挑むことになった。

### 1978年、オールスター競輪決勝戦
この決勝戦では、9番車には前年の1977年に賞金王となり、また前月、ミュンヘンで開催された世界自転車選手権プロ・スクラッチで2連覇を達成しながらも、当時特別競輪ではいまだ優勝経験がなかった中野浩一（福岡）が入り、2番車には、1970年代の序盤から中盤あたりまで、三強時代の中心を担いながらも、1975年の日本選手権競輪（千葉競輪場）決勝で落車して以降、特別競輪の決勝進出もままならなかった福島正幸（群馬）が入り、新旧王者による頂上決戦という意味合いが濃い一戦となった。そして天野は、福島と上越ライン組み、福島にマークすることになった。
ジャンが鳴って中野が先行体勢を取り、中団の位置に高橋健二がつけ、福島－天野は8、9番手。しかし西宮の走路にはガタがあり、そのため先行した選手は最後まで持たないと読んでいた福島は、とりわけ普段めったに先行しない中野が先行してくれれば必ず捲れると踏んでいた。最終バック付近から福島はスパート。しかし、2センターから捲って出た高橋の落車の影響を受けてスピードが鈍り、さらに直線に入り、中野を交わすのがやっとだった。最後は天野が福島を差して優勝したが、新潟を登録地とする選手として、初の特別競輪優勝者となった。

### 「歴史的な優勝」とその後
「天野康博物語（最終回）」によると、天野は2センター付近で福島を抜けるという自信があったという。その2センターとは、福島が高橋の落車の影響を受けた箇所でもある。中野を力で倒せる機会はこのときがラストチャンスと思われた福島だったが、この一戦が最後の特別競輪決勝進出となり、また3着となった中野はこの決勝戦の後に、「Mr.競輪」の地位を着実に築き上げていくという、まさしく歴史的な一戦となったわけである
もっとも、前述した通り、天野はその後、特別競輪の優勝はおろか、決勝進出すら果たすことはなかった。デビュー時より失格、落車が目立つ競走（通算失格回数41、競走棄権回数66）ぶりに加え、後に桐箪笥作りを体得することに没頭するあまり、オールスター競輪優勝以後は練習に身が入らなくなったと言われている（天野康博物語より）。
2003年12月30日、当日はKEIRINグランプリ03が行われた京王閣競輪場の第2レース（9着）を最後に事実上現役を引退。正式な競輪選手引退日となる選手登録削除日は2004年1月20日であった。通算戦績は2407戦221勝。現在は古美術商を営んでいる。